# فهرست موزه‌های جمهوری آذربایجان
| اثر                                                  | نشانی، وب سایت                                                                                                   | عکس            |
| ---------------------------------------------------- | --- | -------------- |
| موزه خانگی عبدالله شائق                              | باکو، خیابان عبدالله شائق،21 http://www.ashaig.aznet.org                                                         |                |
|                                                      | |                |
| موزه دولتی تاریخ ادیان آذربایجان                     | باکو، جاده نفتچیلر، A۱۲۳                                                                                         |                |
| موزه دولتی کشاورزی جمهوری آذربایجان                  | باکو، جاده درنگل، ۳۰/۹۷                                                                                          |                |
| نگارخانه دولتی جمهوری آذربایجان                      | باکو، خیابان عزیر حاجی‌بیگف، ۲۷                                                                                   |                |
| موزه زمین‌شناسی آذربایجان                             | باکو، خیابان قوتقاشینلی، ۹۵                                                                                      |                |
| موزه خانگی طاهر صلاحوف                               | خیابان «الیاس افندی‌اف»، ایچری‌شهر، باکو                                                                           |                |
| موزه استقلال آذربایجان                               | باکو، جاده نفتچیلر، A۱۲۳                                                                                         |                |
| موزه ملی هنر آذربایجان                               | باکو، خیابان نیازی، ۹–۱۱                                                                                         |                |
| موزه ملی آموزش جمهوری آذربایجان                      | باکو، خیابان نیازی، ۹–۱۱                                                                                         |                |
| موزه ملی تاریخ جمهوری آذربایجان                      | باکو، خیابان حاجی زین‌العابدین تقی‌اف، ۴                                                                           |                |
| موزه خانگی بولبول (مرتضی محمدوف)                     | باکو، جاده بولبول، ۱۵                                                                                            |                |
| موزه خانگی جعفر جبارلی                               | باکو، خیابان قوتقاشینلی، ۴۴ https://web.archive.org/web/20121101170149/http://www.cafarcabbarli.com/             |                |
| منزل و موزه جلیل محمدقلی‌زاده (باکو)                  | باکو، خیابان س. تقی‌زاده، ۵۶                                                                                      |                |
| کاخ شروان‌شاهان                                       | باکو، شهر قدیمی، کوچه قصر، ۷۶                                                                                    |                |
| موزه تاریخ طبیعی به نام حسن بیگ زرداب                | آذربایجان، باکو، خیابان لرمونتوف، ۳                                                                              |                |
| موزه خانگی لئوپولاد و مستیسلاو روستروپوویچ‌ها         | باکو، خیابان لئوپولاد و مستیسلاو روستروپوویچ‌ها، ۱۹ http://www.rostropovich.aznet.org                             | [ پیوند مرده ] |
| موزه فرش آذربایجان                                   | باکو، جاده میکاییل یسینوف، ۲۸ http://www.azcarpetmuseum.az                                                       |                |
| دانشکده دست‌نویسی‌های آکامدی ملی علوم جمهوری آذربایجان | باکو، خیابان استقلالیت، ۸                                                                                        |                |
| موزه کتاب‌های مینیاتور باکو                           | باکو، گردش قصر، ۶۷ http://mini_books.aznet.org/mini_books                                                        |                |
| موزه خانگی محمد سعید اردوبادی                        | باکو، خیابان خاقانی، ۱۹                                                                                          |                |
| موزه ادبیات نظامی گنجوی                              | باکو، خیابان استقلالیت، ۵۳                                                                                       |                |
| موزه یادبود نریمان نریمانف                           | باکو، خیابان استقلالیت، ۳۵ https://web.archive.org/web/20180220213059/http://www.icom.azeurotel.com/             |                |
| موزه پارک ملی قبوستان                                | باکو، آذربایجان، خیابان لرمونتوف، ۳ https://web.archive.org/web/20071110042803/http://gobustan.iatp.az/gobustan/ |                |
| موزه رینای مالاکوفاونا                               | باکو، حومه صباییل، خیابان ای. محمدف                                                                              |                |
| موزه ملی هنر جمهوری آذربایجان                        | باکو، خیابان نیازی، ۹–۱۱                                                                                         |                |
| موزه خانگی صمد ورغون                                 | باکو، خیابان ترلان علیاربیگف، ۴ http://www.samedvurgun.com                                                       | [ پیوند مرده ] |
| سالن نمایشگاهی وجیه صمداوا                           | باکو، خیابان خاقانی، ۱۹                                                                                          |                |
| موزه خانگی عزیر حاجی‌بیگف (شوشی)                      | باکو، خیابان شامل عزیربیگف ۶۹/۶۹ http://www.uzeirbey.aznet.org                                                   | [ پیوند مرده ] |
| موزه خانگی ستار بهلولزاده                            | باکو، قصبهٔ امیرجان، کوچهٔ اَ. سومباتزاده، ۵ a                                                                      |                |
| موزه خانگی عظیم عظیم‌زاده                             | باکو، خیابان دلارا علی اوا، ۱۵۷ https://web.archive.org/web/20180220213059/http://www.icom.azeurotel.com/        |                |
| موزه دولتی تئاتر آذربایجان                           | جاده نفتچی‌لر، پلاک ۱۲۸ آ، باکو                                                                                   |                |
| موزه خانگی حسین جاوید                                | باکو، خیابان استقلالیت، ۸ https://web.archive.org/web/20180601160437/http://www.huseyncavid.com/                 |                |
| موزه ملی تاریخ علوم پزشکی آذربایجان                  | باکو، خیابان نگار رفیع‌بیگلی، ۱۸                                                                                  |                |
| موزه المپیک آذربایجان                                | باکو، خیابان المپیک، ۵                                                                                           |                |
| موزه دولتی فرهنگ موسیقی جمهوری آذربایجان             | باکو، خیابان رشید بهبودوف، ۵ http://www.musicmuseum.az                                                           | [ پیوند مرده ] |